# Gabrielle Dorziat
Gabrielle Dorziat, pseudonimo di Marie Odile Léonie Gabrielle Sigrist (Épernay, 25 gennaio 1880 – Biarritz, 30 novembre 1979), è stata un'attrice francese.

## Biografia
Debuttò sul palcoscenico all'età di diciotto anni al Teatro Reale del Parco di Bruxelles. Si trasferì a Parigi, dove recitó nel 1900 in  La bourse ou la vie di Alfred Capus, ma fu con l'interpretazione di Thérèse Herbault in Chaîne anglaise (1906) di Camille Oudinot che ottenne consensi presso il pubblico. Nel 1911 fu nel cast di Bel Ami di Guy de Maupassant, in cui viene ricordata per aver indossato un cappello di paglia di Coco Chanel, all'esordio come costumista.
Durante la prima guerra mondiale si trasferì negli Stati Uniti d'America, dove raccolse denaro per i rifugiati di guerra. 
Ufficiale della Legion d'onore, sposò nel 1925 a Il Cairo il conte Michel de Zogheb, cugino del re Fu'ad I d'Egitto.
Nel 1923 esordì al cinema nel film L'Infante à la rose. Terminerà la carriera oltre quarant'anni più tardi con oltre sessanta film.
Morì nel novembre 1979 a 99 anni.

## Filmografia parziale

### Cinema
- L'Infante à la rose, regia di Henry Houry (1923)
- Mayerling, regia di Anatole Litvak (1936)
- Sansone (Samson), regia di Maurice Tourneur (1936)
- Raggio di sole (Le mioche), regia di Léonide Moguy (1936)
- La dama di Malacca (La dame de Malacca), regia di Marc Allégret (1937)
- Nina Petrowna (Le mensonge de Nina Petrovna), regia di Viktor Tourjansky (1937)
- Il capitano Mollenard (Mollenard), regia di Robert Siodmak (1938)
- Il dramma di Shanghai (Le drame de Shanghaï), regia di Georg Wilhelm Pabst (1938)
- Le tre mogli di papà (La chaleur du sein), regia di Jean Boyer (1938)
- La vergine folle (La vierge folle), regia di Henri Diamant-Berger (1938)
- Dietro la facciata (Derrière la façade), regia di Georges Lacombe e Yves Mirande (1939)
- I prigionieri del sogno (La fin du jour), regia di Julien Duvivier (1939)
- L'uomo che cerca la verità (L'homme qui cherche la vérité), regia di Alexander Esway (1940)
- Da Mayerling a Sarajevo (De Mayerling à Sarajevo), regia di Max Ophüls (1940)
- Primo appuntamento (Premier rendez-vous), regia di Henri Decoin (1941)
- Le journal tombe à cinq heures, regia di Georges Lacombe (1942)
- Il lupo dei Malasorte (Le loup des Malveneur), regia di Guillaume Radot (1943)
- Il viaggiatore d'Ognissanti (Le voyageur de la Toussaint), regia di Louis Daquin (1943)
- Il barone fantasma (Le baron fantôme), regia di Serge de Poligny (1943)
- Falbalas, regia di Jacques Becker (1945)
- Maschera di sangue (Miroir), regia di Raymond Lamy (1947)
- Monsieur Vincent, regia di Maurice Cloche (1947)
- Ruy Blas, regia di Pierre Billon (1948)
- I parenti terribili (Les parents terribles), regia di Jean Cocteau (1948)
- Manon, regia di Henri-Georges Clouzot (1949)
- Domani è troppo tardi, regia di Léonide Moguy (1950)
- I bastardi (Né de père inconnu), regia di Maurice Cloche (1950)
- La follia di Roberta Donge (La vérité sur Bébé Donge), regia di Henri Decoin (1950)
- Vittime dell'odio e dell'amore (So Little Time), regia di Compton Bennett (1952)
- La strega del Rodano (Le jugement de Dieu), regia di Raymond Bernard (1952)
- Il figlio di Lagardère, regia di Fernando Cerchio (1952)
- Per ritrovarti (Little Boy Lost), regia di George Seaton (1953)
- Traviata '53, regia di Vittorio Cottafavi (1953)
- Atto d'amore (Un acte d'amour), regia di Anatole Litvak (1953)
- Madame du Barry, regia di Christian-Jaque (1954)
- Le due orfanelle, regia di Giacomo Gentilomo (1954)
- Nagana, regia di Hervé Bromberger (1955)
- Mitsù, peccatrice ingenua (Mitsou ou Comment l'esprit vient aux filles...), regia di Jacqueline Audry (1956)
- Le spie (Les espions), regia di Henri-Georges Clouzot (1957)
- Resurrezione (Auferstehung), regia di Rolf Hansen (1958)
- Polikuska (Polikuschka), regia di Carmine Gallone (1958)
- Dinamite e simpatia (Drôles de phénomènes), regia di Robert Vernay (1959)
- Katia, regina senza corona (Katia), regia di Robert Siodmak (1959)
- Sensi inquieti (Climats), regia di Stellio Lorenzi (1962)
- Quando torna l'inverno (Un singe en hiver), regia di Henri Verneuil (1962)
- Gigò (Gigot), regia di Gene Kelly (1962)
- La furia degli uomini (Germinal), regia di Yves Allégret (1963)
- Intrigo a Parigi (Monsieur), regia di Jean-Paul Le Chanois (1964)
- Cyrano e D'Artagnan (Cyrano et d'Artagnan), regia di Abel Gance (1964)
- Un marito a prezzo fisso (Un mari à prix fixe), regia di Claude de Givray (1965)
- Thomas l'imposteur, regia di Georges Franju (1965)

## Doppiatrici italiane
- Tina Lattanzi in Mayerling, I parenti terribili, Resurrezione, Polikuska
- Lola Braccini in Domani è troppo tardi
- Giovanna Scotto in La follia di Roberta Donge
- Margherita Bagni in Le due orfanelle
- Lydia Simoneschi in Intrigo a Parigi